# The Gary Coleman Show
The Gary Coleman Show – amerykański serial animowany w reżyserii George'a Gordona, Boba Hathcocka, Carla Urbano i Rudy'ego Zamora. Wyprodukowany przez wytwórnię Hanna-Barbera Productions. Główną rolę Andy'emu LeBeauowi użyczył amerykański aktor Gary Coleman.
Premiera serialu odbyła się w Stanach Zjednoczonych 18 września 1982 na antenie NBC i był emitowany w sobotnich porankach. Ostatni odcinek serialu został wyemitowany 11 grudnia 1982.

## Opis fabuły
Serial opisuje perypetie chłopca Andy'ego LeBeaua – anioła, który zostaje wysłany na Ziemię, aby pomagać innym dzieciom w potrzebie i rozwiązać ich problemy. W każdym odcinku Andy musi mierzyć się z podstępnym Hornswogglem, który stara się utrudnić mu misję, zmuszając go do dokonania niewłaściwego wyboru lub w inny sposób komplikujący jego misję.

## Obsada
- Gary Coleman – Andrew "Andy" LeBeau
- Lauren Anders – Christopher "Chris"
- Jennifer Darling – Angelica
- Julie McWhirter Dees – Lydia
- Geoffrey Gordon – Haggle
- LaShana Dendy – Tina
- Jerry Houser – Bartholomew
- Calvin Mason – Spence
- Sidney Miller – Hornswoggle
- Steve Schatzberg – Matthew "Matt"

## Spis odcinków
| Premiera odcinka | N/o | Angielski tytuł                |
| ---------------- | --- | ------------------------------ |
|                  |     |                                |
| SERIA PIERWSZA   |     |                                |
|                  |     |                                |
| 18.09.1982       | 01  | Fouled Up Fossils              |
| 18.09.1982       | 01  | Going, Going, Gone             |
|                  |     |                                |
| 25.09.1982       | 02  | You Oughtta' Be In Pictures    |
| 25.09.1982       | 02  | Derby Daze                     |
|                  |     |                                |
| 02.10.1982       | 03  | Hornswoggle's Hoax             |
| 02.10.1982       | 03  | Calamity Canine                |
|                  |     |                                |
| 09.10.1982       | 04  | Cupid Andy                     |
| 09.10.1982       | 04  | Space Odd-Essey                |
|                  |     |                                |
| 16.10.1982       | 05  | Hornswoggle's New Leaf         |
| 16.10.1982       | 05  | Keep On Movin' On              |
|                  |     |                                |
| 23.10.1982       | 06  | Mansion Madness                |
| 23.10.1982       | 06  | Wuthering Kites                |
|                  |     |                                |
| 30.10.1982       | 07  | In the Swim                    |
| 30.10.1982       | 07  | Put Up or Fix Up               |
|                  |     |                                |
| 06.11.1982       | 08  | Haggle and Double Haggle       |
| 06.11.1982       | 08  | The Royal Visitor              |
|                  |     |                                |
| 13.11.1982       | 09  | The Future Tense               |
| 13.11.1982       | 09  | Dr. Livingston, I Presume      |
|                  |     |                                |
| 20.11.1982       | 10  | Haggle's Luck                  |
| 20.11.1982       | 10  | Head in the Clouds             |
|                  |     |                                |
| 27.11.1982       | 11  | Teacher's Pest                 |
| 27.11.1982       | 11  | Andy Sings the Blues           |
|                  |     |                                |
| 04.12.1982       | 12  | Easy Money                     |
| 04.12.1982       | 12  | Take My Tonsils -Please-       |
|                  |     |                                |
| 11.12.1982       | 13  | The Prettiest Girl in Oakville |
| 11.12.1982       | 13  | Mack's Snow Job                |
|                  |     |                                |